# Hello (aerolínea)
Hello fue una aerolínea chárter suiza que ofrecía vuelos vacacionales a destinos alrededor del Mar Mediterráneo desde el aeropuerto Aeropuerto de Basilea-Mulhouse-Friburgo, el Aeropuerto Internacional de Ginebra y el Aeropuerto Internacional de Zúrich. 

## Historia
La aerolínea fue establecida en 2003 en Basilea por Moritz Suter, quien fundó Crossair, que luego se convirtió en Swiss International Air Lines en 2002, y comenzó a operar el 6 de agosto de 2004. Originalmente pensada como una aerolínea regional regular, fue relanzada el 1 de mayo de 2005 como una aerolínea chárter. 
En diciembre de 2011, la empresa tenía 140 empleados. La oficina central de la aerolínea estaba ubicada en el Aeropuerto de Basilea-Mulhouse-Friburgo en Saint-Louis, Alto Rin, Francia, cerca de Basilea.
La aerolínea quebró y cesó todas sus operaciones de vuelo el 21 de octubre de 2012.

## Antiguos destinos
Hello servía los siguientes destinos:
| Países              | Destinos          | Aeropuertos                                             |
| África              | África            | África                                                  |
| ------------------- | ----------------- | ------------------------------------------------------- |
| Cabo Verde          | Boa Vista         | Aeropuerto Internacional Aristides Pereira              |
| Cabo Verde          | Sal               | Aeropuerto Internacional Amílcar Cabral                 |
| Egipto              | Hurgada           | Aeropuerto Internacional de Hurghada                    |
| Egipto              | Luxor             | Aeropuerto Internacional de Luxor                       |
| Egipto              | Marsa Alam        | Aeropuerto Internacional de Marsa Alam                  |
| Egipto              | Sharm el-Sheij    | Aeropuerto Internacional de Sharm el-Sheij              |
| Marruecos           | Agadir            | Aeropuerto de Agadir-Al Massira                         |
| Marruecos           | Marrakech         | Aeropuerto de Marrakech-Menara                          |
| Asia                |                   |                                                         |
| Turquía             | Antalya           | Aeropuerto de Antalya                                   |
| Europa              |                   |                                                         |
| Chipre              | Lárnaca           | Aeropuerto Internacional de Lárnaca                     |
| España              | La Palma          | Aeropuerto de La Palma                                  |
| España              | Palma de Mallorca | Aeropuerto de Palma de Mallorca                         |
| España              | Tenerife          | Aeropuerto de Tenerife Sur                              |
| Grecia              | Cefalonia         | Aeropuerto Internacional de Cefalonia                   |
| Grecia              | Corfú             | Aeropuerto Internacional de Corfú-Ioannis Kapodistrias  |
| Grecia              | Cos               | Aeropuerto internacional de Kos-Hipócrates              |
| Grecia              | Heraclión         | Aeropuerto Internacional de Heraclión Nikos Kazantzakis |
| Grecia              | Rodas             | Aeropuerto Internacional de Rodas-Diágoras              |
| Grecia              | Zacinto           | Aeropuerto Internacional de Zante                       |
| Macedonia del Norte | Skopie            | Aeropuerto de Skopie                                    |
| Macedonia del Norte | Ohrid             | Aeropuerto de Ohrid San Pablo Apóstol                   |
| Portugal            | Funchal           | Aeropuerto de Madeira                                   |
| Suiza               | Basilea           | Aeropuerto de Basilea-Mulhouse-Friburgo (hub principal) |
| Suiza               | Ginebra           | Aeropuerto Internacional de Ginebra (hub secundario)    |
| Suiza               | Zúrich            | Aeropuerto Internacional de Zúrich (hub secundario)     |

## Flota histórica
La flota de Hello consistía en estas aeronaves:
| Aeronaves               | Total | Introducido | Retirado | Matrículas                                      |
| ----------------------- | ----- | ----------- | -------- | ----------------------------------------------- |
| Airbus A320-214         | 4     | 2010        | 2012     | HB-JIW, HB-JIX, HB-JIY y HB-JIZ                 |
| McDonnell Douglas MD-90 | 6     | 2004        | 2011     | HB-JIA, HB-JIB, HB-JIC, HB-JID, HB-JIE y HB-JIF |